# Matolja

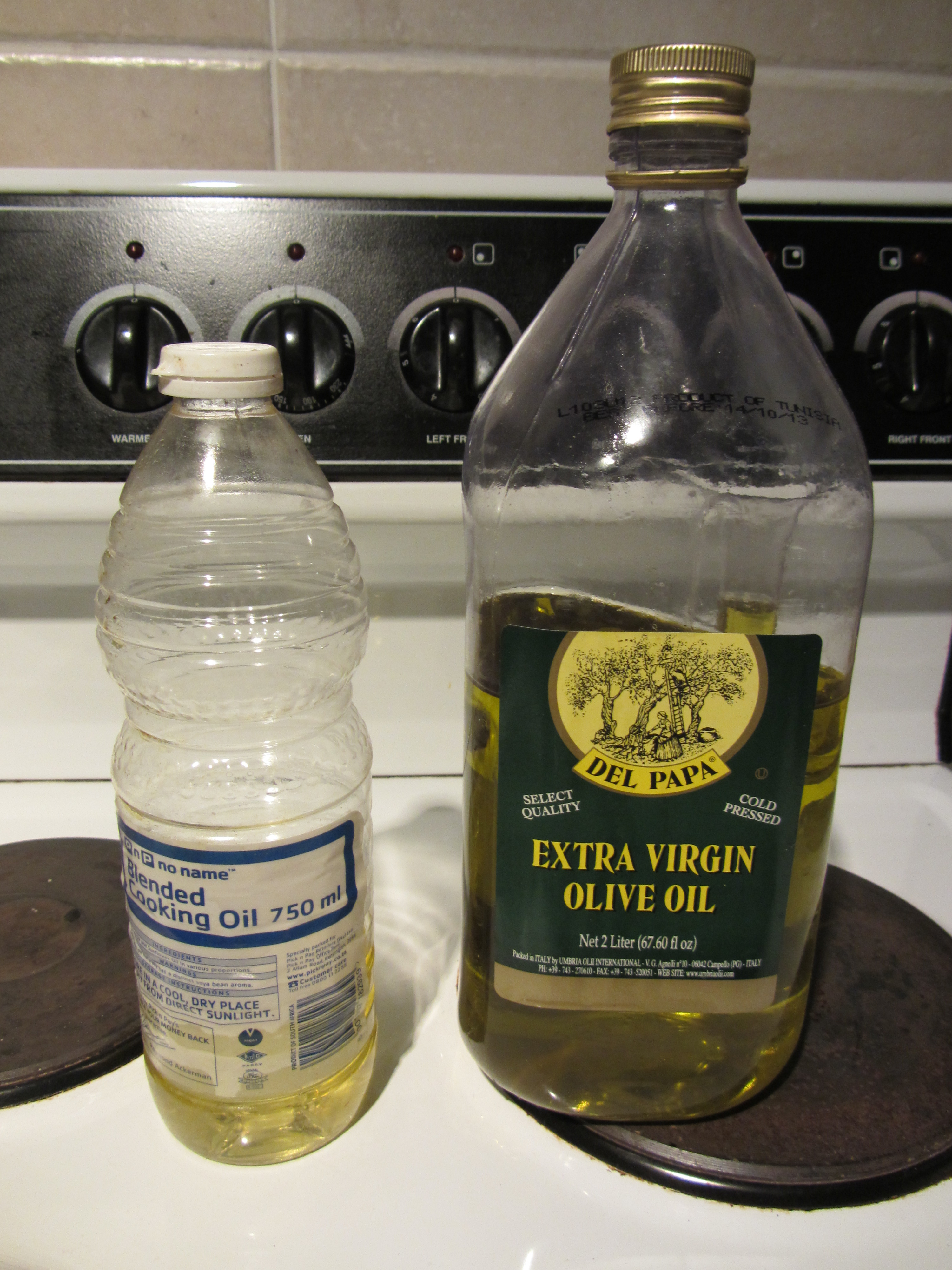
Matolja.

Matolja är en olja lämpad som födoämne och för matlagning. Motsatsen till matolja är mineralolja (även kallad petroleum).
De varor som kallas matolja är ofta en blandning mellan olika vegetabiliska oljor. 